# Nati nel 1391
| Questa pagina contiene informazioni ricavate automaticamente dalle voci biografiche con l'ausilio del template Bio e di un bot. L'aggiornamento è periodico e automatico e ricostruisce completamente la pagina. Se manca una persona in questa lista, sei pregato di non aggiungerla, ma accertati piuttosto che la sua voce biografica contenga il template Bio e che i dati anagrafici siano correttamente compilati. Se il template Bio manca, inseriscilo tu stesso o, in alternativa, metti l'avviso {{tmp\|Bio}} che ne segnala la mancanza. Se i dati riportati sono sbagliati, correggi direttamente la voce biografica; le modifiche saranno visibili in questa lista entro pochi giorni. Per chiarimenti vedi il progetto biografie. La lista contiene solo le 9 persone che sono citate nell'enciclopedia e per le quali è stato implementato correttamente il template Bio. Pagina aggiornata al 2 mag 2025. |

- 24 gennaio - Giovanna di Valois, principessa francese († 1433)
- 31 luglio - Ciriaco d'Ancona, archeologo e umanista italiano († 1452)
- 31 ottobre - Edoardo del Portogallo, re († 1438)
- 6 novembre - Edmondo Mortimer, V conte di March, nobile britannico († 1425)
- Astorgio Agnesi, cardinale e arcivescovo cattolico italiano († 1451)
- Giovanni Fantuzzi, politico italiano († 1460)
- Gendün Drup, monaco buddhista tibetano († 1474)
- Matteo da Prato, organaro italiano
- Pietro di Tommaso del Minella, intagliatore e scultore italiano († 1458)